# Datsun 620
Der Datsun 620 war ein Nutzfahrzeug, das von Nissan in Japan von 1972 bis 1979 hergestellt wurde. Er war der Nachfolger des Datsun 520.
Motorisiert war der Wagen u. a. mit einem 2,2 l-R4-Dieselmotor, Typ Nissan SD22, der eine Leistung von 65 bhp (48 kW) entwickelte.
Es gab auch eine Version mit verlängerter Karosserie und 4 Sitzplätzen, den U620, der jedoch nur auf dem Heimatmarkt angeboten wurde.
Ab 1980 ersetzte ihn der ähnlich aussehende, aber etwas moderner gestaltete Datsun 720.

## Weblinks

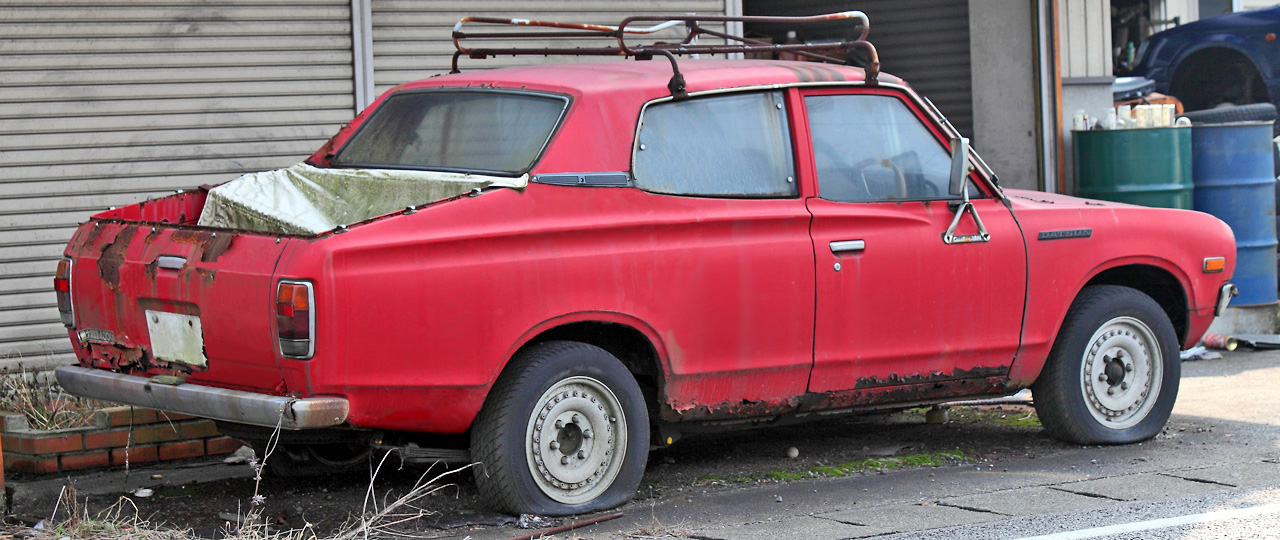
Datsun U620